# Syrorisa
Syrorisa là một chi nhện trong họ Desidae.